# Geert Verheyen
Geert Verheyen (10 de marzo de 1973) es un ciclista belga que fue profesional de 1994 a 2011.

## Palmarés
| 1998 - Gran Premio Villa de Lillers 1999 - 1 etapa de la Ruta del Sur 2001 - Luk Challenge | 2003 - 1 etapa del Circuito Franco-Belga 2004 - 3.º en el Campeonato de Bélgica en Ruta 2005 - Flèche Hesbignonne |

## Resultados en Grandes Vueltas y Campeonatos del Mundo
| Carrera         | Carrera         | 1994 | 1995 | 1996 | 1997 | 1998 | 1999 | 2000 | 2001 | 2002 | 2003 | 2004 | 2005 | 2006 | 2007 | 2008 | 2009 | 2010 | 2011 |
| --------------- | --------------- | ---- | ---- | ---- | ---- | ---- | ---- | ---- | ---- | ---- | ---- | ---- | ---- | ---- | ---- | ---- | ---- | ---- | ---- |
|                 | Giro de Italia  | —    | —    | —    | —    | —    | —    | —    | —    | 47.º | —    | 48.º | —    | —    | —    | —    | —    | —    | —    |
|                 | Tour de Francia | —    | —    | —    | —    | 23.º | 45.º | 20.º | 72.º | —    | —    | —    | —    | —    | —    | —    | —    | —    | —    |
|                 | Vuelta a España | —    | —    | —    | —    | —    | —    | —    | 40.º | —    | —    | —    | —    | —    | 46.º | —    | —    | —    | —    |
| Mundial en Ruta | Mundial en Ruta | —    | Ab.  | —    | —    | —    | —    | —    | 49.º | —    | —    | 31.º | —    | —    | —    | —    | —    | —    | —    |

—: no participa

Ab.: abandono